# シニア・バイス・プレジデント
シニア・バイス・プレジデント（英語: senior vice-president、略語：SVP）は、外国、特に米国の法人や企業および、その日本の支店若しくは子会社（外資系企業）等において、法人（corporation）の代表者であるプレジデント（president）を補佐又は代理する上席の役員の名称、若しくはシニア・バイスプレジデントとして選任された人物のことである。

## 概要
米国の法人（corporation）のシニア・バイスプレジデント (SVP) は、非営利法人であっても営利法人（株式会社）であってもプレジデント（president）を補佐する役員 (officer) であるバイスプレジデント（VP）のうち、上席のバイスプレジデント（VP）に付与される名称である。
シニア・バイスプレジデント (SVP) は、通常、エグゼクティブ・バイスプレジデント (EVP) に次ぎ、コーポレート・バイスプレジデント (CVP) 若しくはバイスプレジデント (VP) より上位の職位である。
私企業のSVPを日本語で上級副社長または上席副社長と直訳されることがあるが、日本における社長に準じる地位としての副社長よりも下の役職である。
米国におけるSVPはその組織の業種、大きさといった条件で地位の高さが大きく異なる。
役員としての地位の場合、組織の舵取りに直接参画しない最上位の業務担当執行役員がSVPとして就任するケースが多い。
日本においては、常務または専務の英訳として使用される場合が多いが、
役職としては前述のとおり基本的に業務担当執行役員であり、日本企業の役職に当て嵌めるなら実務上は本部長(事業部長)が最も近い役職となる。